# آفتاب پنهان
آفتاب پنهان (انگلیسی: Secret Sunshine) فیلمی در ژانر درام به کارگردانی لی چانگ-دونگ است که در سال ۲۰۰۷ منتشر شد. از بازیگران آن می‌توان به جون دو یون و سونگ کانگ هو اشاره کرد.
جون دو یون موفق شد برای بازی در این فیلم جایزه بهترین بازیگر زن جشنواره فیلم کن را از آنِ خود کند.